# Napomyza mima
Napomyza mima är en tvåvingeart som beskrevs av Zlobin 1994. Napomyza mima ingår i släktet Napomyza och familjen minerarflugor. Inga underarter finns listade i Catalogue of Life.